# Maillères
Maillères – miejscowość i gmina we Francji, w regionie Nowa Akwitania, w departamencie Landy.
Według danych na rok 1990 gminę zamieszkiwało 176 osób, a gęstość zaludnienia wynosiła 12 osób/km² (wśród 2290 gmin Akwitanii Maillères plasuje się na 1001. miejscu pod względem liczby ludności, natomiast pod względem powierzchni na miejscu 775.).